# Monica Pillat
Monica Pillat (ur. 8 października 1947 w Bukareszcie) – rumuńska poetka, pisarka, tłumaczka literatury angielskiej, pedagog. Jest córką pisarza Dinu Pillata i Cornelii Pillat, wnuczką pisarza i poety Iona Pillata i malarki Marii Pillat-Brateș.

## Życiorys
Pillat studiowała filologię na Uniwersytecie Bukareszteńskim. W latach 1970–1972 była profesorem literatury angielskiej i amerykańskiej na wydziale języków obcych Instytutu Pedagogicznego w Bukareszcie, następnie w latach 1973-2005 profesor literatury angielskiej na wydziale języków obcych Uniwersytetu w Bukareszcie. W 1987 uzyskała doktorat z literatury porównawczej.
Jest członkiem Związku Pisarzy, sekcja poetycka. Autorka ma na swoim koncie wiele tomów poetyckich, prozy, krytyki literackiej, wspomnień i redakcji. Opiekowała się wydaniem korespondencji rodziny Pillat i redagowała wraz z Georgem Ardeleanu serię wydawniczą Dinu Pillata.

## Wybrana twórczość
- Corabia timpului, 1976
- Cultura ca interior, 2001
- Drumul spre Emaus, 2002
- Povești din lumea jumătăților de zâmbet, 2004
- Dorul de rai, 2005
- 13 and Mystery. Cei 13 si misterul, 2009
- Dinu Pillat. Așteptând ceasul de apoi, 2010
- Minunea timpului trăit. Pagini din corespondenţa Monicăi Pillat și a lui Lily Teodoreanu cu Pia Pillat, 2010
- Dinu Pillat. Tinerețe ciudată și alte scrieri, 2011
- Dinu Pillat. Spectacolul rezonanței, 2012
- Povestind despre atunci cu Barbu Cioculescu, 2012[4]